# Sardar Hasanov
Pour les articles homonymes, voir Hasanov.
Sardar Hasanov (né le 12 mai 1985) est un haltérophile azerbaïdjanais.

## Palmarès

### Jeux olympiques
- Jeux olympiques d'été de 2012 à Londres
  - 8e
- Jeux olympiques d'été de 2008 à Pékin
  -  Participation

Le 26 octobre 2016, le Comité international olympique annonce sa disqualification des Jeux de Pékin en raison de la présence de turinabol  dans les échantillons prélevés lors de ces Jeux.

### Championnats d'Europe d'haltérophilie
- Championnats d'Europe d'haltérophilie 2013 à Tirana
  -  Médaille de bronze en moins de 69 kg. Disqualifié